# Simfonia núm. 3 (Bacewicz)
La Simfonia núm. 3 va ser composta per Grażyna Bacewicz el 1952. Es va estrenar l'11 de setembre de 1952 a Cracòvia, amb Bohdan Wodiczko dirigint l'Orquestra Filharmònica de Cracòvia. Té una durada d'uns 28 minuts.

## Música
La Tercera Simfonia comença amb una introducció breu i dramàtica que condueix ràpidament a una música enèrgica i intensa. L'Andante és expressiu, amb una destacada escriptura per als vents fusta. L'Scherzo, viu i enginyós, recorda per moments Walton amb un toc jazzístic. El moviment final s'inicia amb una introducció inquietant, seguida d'un Allegro con passione dramàtic i ple de força.

## Recepció
La monumental Tercera Simfonia de Bacewicz, amb els seus quatre moviments, podria exemplificar la implementació del realisme socialista. No obstant això, després d'un concert a Poznań el 1953, va ser qualificada d’obra formalista, criticada per les seves melodies irregulars, harmonies dissonants i sons que, segons alguns, resultaven inadequats per a una audiència obrera.